# River Cess County
River Cess County (auch als Rivercess oder Rivercress) ist eine Verwaltungsregion (County) in Liberia, sie hat eine Größe von 5 594 km² und besaß bei der letzten Volkszählung (2008) 71.509 Einwohner.
Die Verwaltungsregion untergliedert sich in acht Distrikte. Die Hauptstadt ist Cestos City, auch noch als River Cess bekannt, im  Distrikt Central River Cess.
| Distrikt           | Ew. (2008) männlich | Ew. (2008) weiblich | Ew. (2008) Gesamt |
| ------------------ | ------------------- | ------------------- | ----------------- |
| Beawor             | 2.042               | 1.812               | 3.854             |
| Central River Cess | 4.543               | 3.760               | 8.303             |
| Doedain            | 6.836               | 6.205               | 13.041            |
| Fen River          | 6.572               | 6.058               | 12.630            |
| Jo River           | 4.572               | 4.349               | 8.921             |
| Norwein            | 7.034               | 6.866               | 13.900            |
| Sam Gbalor         | 1.883               | 1.831               | 3.714             |
| Zartlahn           | 3.742               | 3.404               | 7.146             |
| River Cess         | 37.224              | 34.285              | 71.509            |

Der County River Cess liegt an der Atlantikküste mit dem markanten Kap Cestos.

## Politik
Bei den 2005 durchgeführten ersten demokratischen Senatswahlen nach dem Bürgerkrieg wurde Jay Jonathan Banney von der UP und George Dee Moore von der LP gewählt.